# کیا حسین یکم
کیا حسین اول فرزند اسکندر شیخی و حاکمی از دودمان چلاویان بود. حسین در زمان طغیان پدرش علیه تیمور گورکانی در قلعه فیروزکوه بود و در آن قلعه مقاومت کرد تا آن که سر اسکندر را برایش فرستادند و او در قلعه را گشود و تسلیم شد. پس از او نیز همچنان فیروزکوه تحت فرمان چلاویان باقی ماند.